# دیردری مک‌کلوسکی
دیردره نانسن مک‌کلوسکی (به انگلیسی: Deirdre McCloskey) (زاده دونالد ان. مک‌کلوسکی؛ ۱۱ سپتامبر ۱۹۴۲ در آن آربور، میشیگان) استاد برجسته اقتصاد، تاریخ، انگلیسی، و ارتباطات در دانشگاه ایلینوی در شیکاگو (UIC) می‌باشد. او یک زن ترنس است.

## تحصیلات
او استاد برجسته اقتصاد، تاریخ، انگلیسی، و ارتباطات در دانشگاه ایلینوی در شیکاگو (UIC) می‌باشد. او همچنین استادیار فلسفه و مطالعات کلاسیک در این دانشگاه است و برای مدت پنج سال به عنوان استاد مهمان فلسفه در دانشگاه اراسموس روتردام فعالیت کرده‌است. از اکتبر ۲۰۰۷ تاکنون، شش دکترای افتخاری دریافت کرده‌است.[۱] در سال ۲۰۱۳، او برای کار خود در بررسی عوامل تاریخی که به پیشرفت در دستاوردهای انسانی و رفاه انسانی منجر شده‌است، جایزه یادبودی جولیان سیمون را از مؤسسه یکپارچه‌سازی کارآفرینی دریافت کرد.[۲] موضوعات تحقیقاتی مورد علاقهٔ او شامل مبانی جهان مدرن، سوء استفاده از اهمیت آماری در اقتصاد و سایر علوم، و مطالعهٔ سرمایه‌داری است.

## سوابق کاری
مک‌کلوسکی مدارک کارشناسی و کارشناسی ارشد خود را در رشته اقتصاد در دانشگاه هاروارد کسب کرد. پایان‌نامه او در رشته فولاد و آهن بریتانیا توسط الکساندر گرشنکرون[۳] نظارت شد و در سال ۱۹۷۳ جایزه دیوید ای. ولز[۴] را برنده شد.
در سال ۱۹۶۸، مک‌کلوسکی به عنوان استادیار اقتصاد در دانشگاه شیکاگو به کار گرفته شد و در آنجا به مدت ۱۲ سال به کار خود ادامه داد. در سال ۱۹۷۵ به عنوان استادیار همکار در رشته اقتصاد و در سال ۱۹۷۹ به عنوان استادیار همکار در رشته تاریخ تصدیق شد. کار او در دانشگاه شیکاگو با نام تولدی دونالد مک‌کلوسکی، با ارائه مشارکت خود در انقلاب کلیومتری در تاریخ اقتصاد مشخص است و آموزش نسل‌های برتر اقتصاددانان در دوره نظریه قیمت شیکاگو که در نهایت در کتاب او به نام نظریه قیمت کاربردی[۵] منتهی شد، را برعهده داشت. در سال ۱۹۷۹، به پیشنهاد وین بوث در رشته انگلیسی در شیکاگو، او به مطالعه سخنوری در اقتصاد پرداخت. بعداً در دانشگاه آیووا، مک‌کلوسکی به عنوان استادیار فلسفه و تاریخ جان موری (۱۹۸۰–۱۹۹۹)، کتاب سخنوری اقتصاد (۱۹۸۵) را منتشر کرد و با جان اس. نلسون، آلن مگیل و دیگران یک مؤسسه و برنامه کارشناسی ارشد، پروژه سخنوری تحقیقات[۶] را تأسیس کرد. مک‌کلوسکی ۱۶ کتاب و تقریباً ۴۰۰ مقاله را در زمینه‌های مختلف خود نوشته‌است.[۷] او بیشترین سهم خود را در تاریخ اقتصادی بریتانیا (تجارت سده ۱۹، تاریخ جدید و کشاورزی قرون وسطی)، کوانتیفیکیشن پژوهش‌های تاریخی (کلایومتریکس)، بلاغت اقتصادی، بلاغت علوم انسانی، روش‌شناسی اقتصادی، اخلاق فضیلت، اقتصاد فمینیستی، اقتصاد شاخص و مخالف، نقش ریاضیات در تجزیه و تحلیل اقتصادی، استفاده (و سوء استفاده) از آزمون اهمیت در اقتصاد، سه‌گانه «دوران بورژوا»، و شروع انقلاب صنعتی داشته‌است.
مک‌کلوسکی در سال ۲۰۲۱ به عضویت آکادمی هنرها و علوم آمریکا انتخاب شد.[۹]

## دوران بورژوا
کتاب دیردر نانسن مک‌کلوسکی با عنوان «بنیادین‌های بورژوا: اخلاق در عصر بازرگانی» (The Bourgeois Virtues: Ethics for an Age of Commerce) که در سال ۲۰۰۶ منتشر شد، اولین کتاب از مجموعهٔ برنامه‌ریزی شدهٔ مک‌کلوسکی در مورد دنیا پس از انقلاب صنعتی، یعنی دوران بورژوا بود. در این کتاب، مک‌کلوسکی بر این ادعا کرد که بر خلاف اعلام خود بورژوازی، که تنها به هوشیاری اعتقاد دارد، به همه هفت فضیلت اعتقاد دارد.
کتاب دوم با عنوان «شایستگی بورژوا: چرا اقتصاد نمی‌تواند جهان مدرن را توضیح دهد» (Bourgeois Dignity: Why Economics Can't Explain the Modern World) در سال ۲۰۱۰ منتشر شد و بر این ادعا کرد که افزایش بی‌سابقه رفاه بشر در قرن‌های نوزدهم و بیستم، از ۳ دلار در روز برای هر فرد به بیش از ۱۰۰ دلار در روز، نه از تجمع سرمایه بلکه از نوآوری ناشی شده‌است.
کتاب سوم با عنوان «برابری بورژوا: چگونگی افزایش ثروت با ایده‌ها، نه سرمایه یا نهادها» (Bourgeois Equality: How Ideas, Not Capital or Institutions, Enriched the World) در سال ۲۰۱۶ منتشر شد. مک‌کلوسکی در این کتاب، ادعای خود را گسترش داد و اصطلاح «توانمندی بزرگ» را برای توصیف افزایش بی‌سابقه رفاه بشر در قرن‌های نوزدهم و بیستم به کار برد. او ازادعای خود که غنا به دلیل نوآوری و نه تجمع سرمایه به وجود آمده‌است، دفاع کردکه تعدادی از افراد شامل توماس پیکت با آن مخالف بودند.
مک‌کلوسکی در سال ۲۰۲۲ کتاب Leave Me Alone and I’ll Make You Rich: How the Bourgeois Deal Enriched the World را به همراه آرت کاردن منتشر کرد. این کتاب رشد اقتصادی مدرن را به لیبرالیسم و برساخت طبقه متوسط برمی‌گرداند. با این کار، این کتاب توضیحی متفاوت و چالشی برای توضیحات معمول دیگر دربارهٔ رشد اقتصادی مدرن ارائه می‌دهد، مانند نظام‌های حاکمیتی، ظرفیت دولت، نوآوری علمی و تجارت. در بررسی این کتاب، جول موکیر (Joel Mokyr) تأیید کرد که ایدئولوژی لیبرالیسم در تسهیل رشد اقتصادی مدرن مهم است، اما برای توضیح برنده شدن لیبرالیسم در بازار ایده‌ها قانع کننده نیست.
در سال ۲۰۱۹، او کتاب Why Liberalism Works: How True Liberal Values Produce a Freer, More Equal, Prosperous World for All را نیز منتشر کرد.

## زندگی خصوصی
مک‌کلوسکی فرزند بزرگ‌سال رابرت مک‌کلوسکی، استاد دانشگاه هاروارد، و هلن مک‌کلوسکی (نیه استولاند)، شاعر است. مک‌کلوسکی به نام دونالد مک‌کلوسکی به دنیا آمده و تا سن ۵۳ سالگی به عنوان یک مرد زندگی می‌کرده‌است. او سی سال با همسرش ازدواج کرده و دو فرزند دارد. در سال ۱۹۹۵، او تصمیم گرفت از مرد به زن تبدیل شود و در کتابی با عنوان «عبور» (نوشتهٔ مک‌کلوسکی و منتشر شده در سال ۱۹۹۹ توسط دانشگاه شیکاگو)، به تجربیاتش در این راه پرداخت. این کتاب، شرحی از تشخیص روزافزون او از هویت زنانه خود است و روند تبدیل او به زن را به همراه جراحی و اجتماعی شرح می‌دهد. این کتاب شامل داستان این است که در دوران نوجوانی، مک‌کلوسکی به خانه‌های همسایگان خود می‌رفت و با لباس‌های زنانهٔ معمول آن دوران مانند لباس‌های پرپتن، کفش و کمربند گرفتن از چیزهایی که به همراهشان باید باشد، به دامن زدن و لذت بردن از هویت زنانه خود می‌پرداخت. پس از جراحی جنسی، او زندگی جدید خود را به عنوان یک استاد اقتصاد زن و دانشمند متخصص در حوزه زنانگی شروع کرد.
مک‌کلوسکی به دفاع از حقوق افراد و سازمان‌های جامعهٔ ال‌جی‌بی‌تی پرداخته‌است. وی از کتاب «مردی که می‌خواست ملکه شود» نوشتهٔ جی. مایکل بیلی که در سال ۲۰۰۳ منتشر شده بود و نظریهٔ «اتوژینفیلی» به عنوان انگیزهٔ تغییر جنسیت را معرفی کرده بود، به عنوان یک منتقد صریح شناخته شده‌است.
مک‌کلوسکی خود را «زنی مدرن از میدوست، بوستون، که یک‌بار مرد بود و اکنون یک مسیحی لیبرال کلاسیک، پستمدرن، بازار آزاد و پیشرفت‌گرای اپیسکوپالی از آمریکای میانه» توصیف کرده‌است.
در سال ۲۰۰۸، مک‌کلوسکی مدرک دکترای افتخاری از دانشگاه گالوای ایرلند را دریافت کرد.
مک‌کلوسکی به عنوان نامزد حزب لیبرتارین در انتخابات کمپترولر ایلینوی ۲۰۲۲ در مقابل دموکرات داشته‌ایم سوزانا مندوزا به رقابت پرداخت و با ۱٫۹ درصد آرا در رتبه سوم قرار گرفت.

## انتشارات
«چرا لیبرالیسم کار می‌کند: چگونه ارزش‌های واقعی لیبرالی باعث خلق جهانی آزادتر، برابرتر و پرسود برای همه می‌شوند» (۲۰۱۹)، انتشارات دانشگاه ییل، شابک ۹۷۸–۰۳۰۰۲۳۵۰۸۱
«برابری بورژوآ: چگونه ایده‌ها، نه سرمایه یا نهادها، جهان را ثروتمند ساختند» (۲۰۱۶)، انتشارات دانشگاه شیکاگو، شابک ۹۷۸–۰۲۲۶۳۳۳۹۹۱
«شان وقار بورژوازی: چرا اقتصاد نمی‌تواند جهان مدرن را توضیح دهد» (۲۰۱۰)، انتشارات دانشگاه شیکاگو، شابک ۹۷۸–۰۲۲۶۵۵۵۶۶۵۹
«فرقه آماری معنوی: چگونه خطای استاندارد کار، کارها، عدالت و جان ما را هزینه می‌برد» (۲۰۰۸)، انتشارات دانشگاه میشیگان (با استفان تی. زیلیاک)، شابک ۹۷۸–۰۴۷۲۰۵۰۰۷۹
«فضائل بورژوا: اخلاق برای یک عصر بازرگانی» (۲۰۰۶)، انتشارات دانشگاه شیکاگو، شابک ۹۷۸–۰۲۲۶۵۵۵۶۳۵
«گفتگوی اقتصادی» (۲۰۰۸) (با آرجو کلامر و استفان زیلیاک)، شابک ۹۷۸–۰۲۳۰۵۰۶۸۰۰
«گناهان پنهان اقتصاد» (۲۰۰۲)، انتشارات دانشگاه شیکاگو، شابک ۹۷۸–۰۹۷۱۷۵۷
Crossing: A Memoir (1999)، ویراست جدید این کتاب در سال ۲۰۰۰ توسط انتشارات دانشگاه شیکاگو منتشر شد، شابک ۹۷۸–۰۲۲۶۵۵۶۶۹۷
Measurement and Meaning in Economics: The Essential Deirdre McCloskey (1999)، ویرایش شده توسط استیون زیلیاک، شابک ۹۷۸–۱۸۵۲۷۸۸۱۸۶
The Vices of Economists, the Virtues of the Bourgeoisie (1996)، شابک ۹۷۸–۹۰۵۳۵۶۲۴۴۴
Knowledge and Persuasion in Economics (1994)، انتشارات دانشگاه کمبریج، شابک ۹۷۸–۰۵۲۱۴۳۶۰۳۸
Second Thoughts: Myths and Morals of U.S. Economic History (1993)، ویرایش شده، شابک ۹۷۸–۰۱۹۵۱۰۱۱۸۸
یک فهرست منابع تاریخی اقتصادی تا سال ۱۹۸۰ (۱۹۹۰) شابک ۹۷۸–۰۵۲۱۱۵۳۸۵۰
اگر تو خیلی باهوشی: داستان تخصص اقتصادی (۱۹۹۰) شابک ۹۷۸–۰۲۲۶۵۵۶۷۱۰
پیامدهای سخنوری اقتصادی (۱۹۸۸) شابک ۹۷۸–۰۵۲۱۳۴۲۸۶۵
نوشتن دربارهٔ اقتصاد (۱۹۸۷) که در سال ۲۰۰۰ با عنوان «نوشتن اقتصادی» دوباره چاپ شد. شابک ۹۷۸–۱۵۷۷۶۶۰۶۳۷
تاریخ اقتصادسنجی (۱۹۸۷) شابک ۹۷۸–۰۳۳۳۲۱۳۷۱۱
سبک و روش شیوه‌نامه‌های علوم انسانی: زبان و دلالت در تحصیلات و امور عمومی (۱۹۸۷) شابک ۹۷۸–۰۲۹۹۱۱۰۲۴۶
شیوه‌نامه اقتصادی (۱۹۸۵ و ۱۹۹۸) شابک ۹۷۸–۰۲۹۹۱۵۸۱۴۹
نظریه قیمت کاربردی (۱۹۸۲ و ۱۹۸۵) شابک ۹۷۸–۰۰۲۳۷۸۵۲۰۷
کارآفرینی و بازرگانی در بریتانیای ویکتوریایی: مقالاتی در اقتصاد تاریخی (۱۹۸۱) شابک ۹۷۸–۰۴۱۵۳۱۳۰۵۶
بلوغ اقتصادی و نزول کارآفرینانه: آهن و فولاد بریتانیا، ۱۸۷۰–۱۹۱۳ (۱۹۷۳) شابک ۹۷۸–۰۶۷۴۴۲۸۴۷۸
مقالات دربارهٔ اقتصاد بلوغ یافته: بریتانیا پس از ۱۸۴۰ (۱۹۷۱) شابک ۹۷۸–۰۶۹۱۰۵۱۹۸۷

## مقالات
مک‌کلوسکی، دیردر (۱۹۸۰). «بررسی سندهای کشاورزی در بریتانیا توسط استراتون و براون». تاریخ اقتصادی. ۴۰ (مارس 1980): 189. doi:10.1017/S0022050700104735. S2CID ۱۵۴۸۶۷۵۴۸.
مک‌کلوسکی، دیردر (می ۱۹۸۵). «تابع خطای گم شده‌است: سخنوری آزمون معناداری». بررسی اقتصادی آمریکا: مقالات و مجامع. 75 (2): 201–205. JSTOR ۱۸۰۵۵۹۶.
مک‌کلوسکی، دیردر (فوریه ۱۹۸۸). «سخنوری حقوق و اقتصاد». مجله حقوق میشیگان. 86 (4): 752–767. doi:10.2307/1289214. JSTOR ۱۲۸۹۲۱۴.
مک‌کلوسکی، دیردر (سپتامبر ۱۹۹۵). «جستار دربارهٔ اپیستمولوژی مدرن در مقابل فلسفه تحلیلی: پاسخی به ماکی». مجلهٔ ادبیات اقتصادی. 33 (3): 1319–1323. JSTOR ۲۷۲۹۱۲۴.
مک‌کلوسکی، دیردر؛ زیلیک، استفان تی. (مارس ۱۹۹۶). «خطای استاندارد رگرسیون‌ها». مجلهٔ ادبیات اقتصادی. 34 (1): 97–114. JSTOR ۲۷۲۹۴۱۱. [پیوند مرده] Pdf.
مک‌کلوسکی، دیردر (ژانویه ۱۹۹۸). «شبیه‌سازی باربارا» (به انگلیسی). اقتصاد فمینیستی. ۴ (۳): ۱۸۱–۱۸۶. doi:10.1080/135457098338383.
مک‌کلوسکی، دیردرا (زمستان ۲۰۰۳). «چیزهای دیگر مساوی: میلتون». Eastern Economic Journal. 29 (1): 143–146. JSTOR 40326463.
مک‌کلوسکی، دیردرا؛ زیلیاک، استیون تی (۲۰۰۴). "اندازه مهم است: خطای استاندارد رگرسیون‌ها در American Economic Review". Econ Journal Watch. 1 (2): 331–338. Pdf.
مک‌کلوسکی، دیردرا (جولای-اوت ۲۰۰۹). «رهنمودهای اخلاقی در علم اقتصاد انسان‌گرا». Challenge. 52 (4): 25–31. doi:10.2753/0577-5132520403. JSTOR 40722588. S2CID 144681445.
مک‌کلوسکی، دیردرا ن. رابرتس، هلن (جولای-سپتامبر ۲۰۱۲). "آیا باید قبل از دانشگاه، اقتصادی آموزش داد؟". The Journal of Economic Education. 43 (3): 293–299. doi:10.1080/00220485.2012.686396. JSTOR 23248956. S2CID 144429500.